# دریاچه وسلوگ
دریاچه وسلوگ (انگلیسی: Lake Vselug) یک دریاچه در استان تور کشور روسیه است.